# Tuffi ai campionati europei di nuoto 2008 - Trampolino 1 metro femminile
Il concorso del trampolino 1 metro femminile si è svolto il 18 e 19 marzo 2008 al Pieter van den Hoogenband Zwemstadion di Eindhoven, nei Paesi Bassi e vi hanno partecipato 23 atlete.

## Formato
Alle semifinali sono stati ammesse le 12 tuffattrici meglio classificate nel turno preliminare. In semifinale le atlete sono stati divise in due gruppi di 6 componenti; le primi tre classificate di ciascun gruppo si sono qualificate alla finale.

## Programma
| Data          | Ora (UTC+1) | Turno        |
| ------------- | ----------- | ------------ |
| 19 marzo 2008 | 21:00       | Preliminari  |
| 20 marzo 2008 | 12:00       | Semifinale A |
| 20 marzo 2008 | 12:00       | Semifinale B |
| 20 marzo 2008 | 16:30       | Finale       |

## Medaglie
| Posizione | Atleta        | Paese    |
| --------- | ------------- | -------- |
| Oro       | Anna Lindberg | Svezia   |
| Argento   | Nóra Barta    | Ungheria |
| Bronzo    | Katja Dieckow | Germania |

## Risultati
In verde sono indicati i finalisti
| Class   | Tuffatore             | Nazione     | Preliminare | Preliminare | Semifinale      | Semifinale      | Semifinale      | Finale          | Finale          |
| Class   | Tuffatore             | Nazione     | Punti       | Class       | Gruppo          | Punti           | Class           | Punti           | Class           |
| ------- | --------------------- | ----------- | ----------- | ----------- | --------------- | --------------- | --------------- | --------------- | --------------- |
| Oro     | Anna Lindberg         | Svezia      | 262,45      | 3           | B               | 273,00          | 1               | 293,85          | 1               |
| Argento | Nóra Barta            | Ungheria    | 264,10      | 2           | A               | 250,50          | 2               | 270,60          | 2               |
| Bronzo  | Katja Dieckow         | Germania    | 236,30      | 8           | A               | 250,70          | 1               | 264,15          | 3               |
| 4       | Maria Voloshchenko    | Ucraina     | 237,05      | 7           | B               | 264,10          | 2               | 262,80          | 4               |
| 5       | Heike Fischer         | Germania    | 276,70      | 1           | B               | 249,45          | 3               | 261,95          | 5               |
| 6       | Olena Fedorova        | Ucraina     | 250,25      | 4           | A               | 247,15          | 3               | 240,25          | 6               |
| 7       | Nadezhda Bazhina      | Russia      | 237,30      | 6           | A               | 243,75          | 4               | Non qualificate | Non qualificate |
| 8       | Veronika Kratochwil   | Austria     | 240,05      | 5           | B               | 242,15          | 4               | Non qualificate | Non qualificate |
| 9       | Francesca Dallapé     | Italia      | 221,05      | 11          | B               | 233,95          | 5               | Non qualificate | Non qualificate |
| 10      | Raisa Geurtsen        | Paesi Bassi | 220,50      | 12          | A               | 221,45          | 5               | Non qualificate | Non qualificate |
| 11      | Saara Haapanen        | Finlandia   | 228,09      | 10          | A               | 209,05          | 6               | Non qualificate | Non qualificate |
| 12      | Marija Ivezic         | Serbia      | 230,70      | 9           | B               | 182,95          | 6               | Non qualificate | Non qualificate |
| 13      | Jenifer Benitez       | Spagna      | 217,45      | 13          | Non qualificate | Non qualificate | Non qualificate | Non qualificate | Non qualificate |
| 14      | Elina Eggers          | Svezia      | 217,20      | 14          | Non qualificate | Non qualificate | Non qualificate | Non qualificate | Non qualificate |
| 15      | Ksenia Kondrashenkova | Bielorussia | 217,10      | 15          | Non qualificate | Non qualificate | Non qualificate | Non qualificate | Non qualificate |
| 16      | Leyre Eizaguirre      | Spagna      | 215,55      | 16          | Non qualificate | Non qualificate | Non qualificate | Non qualificate | Non qualificate |
| 17      | Villo Kormos          | Ungheria    | 204,90      | 17          | Non qualificate | Non qualificate | Non qualificate | Non qualificate | Non qualificate |
| 18      | Darya Romenskaya      | Bielorussia | 201,10      | 18          | Non qualificate | Non qualificate | Non qualificate | Non qualificate | Non qualificate |
| 19      | Marie Damborska       | Rep. Ceca   | 191,00      | 19          | Non qualificate | Non qualificate | Non qualificate | Non qualificate | Non qualificate |
| 20      | Milica Stjepanovic    | Serbia      | 181,35      | 20          | Non qualificate | Non qualificate | Non qualificate | Non qualificate | Non qualificate |
| 21      | Dora Buresova         | Rep. Ceca   | 177,75      | 21          | Non qualificate | Non qualificate | Non qualificate | Non qualificate | Non qualificate |
| 22      | Çağla Tokat           | Turchia     | 183,35      | 22          | Non qualificate | Non qualificate | Non qualificate | Non qualificate | Non qualificate |
| 23      | Maria Marconi         | Italia      | 52,80       | 23          | Non qualificate | Non qualificate | Non qualificate | Non qualificate | Non qualificate |